# 平頭蘇祿油鯰
平頭蘇祿油鯰，為輻鰭魚綱鯰形目長鬚鯰科的其中一種，分布於南美洲亞馬遜河及奧里諾科河流域，體長可達150公分，棲息在河川底水域，夜間覓食，屬肉食性，以浮游生物為食，生活習性不明，可作為觀賞魚及食用魚。